# Янек Кючуков
Янек Кючуков е бивш български футболист, защитник, дългогодишен състезател на ФК Марек (Дупница), треньор.
Бил е помощник треньор и старши треньор на Марек, в периода 2014-2017 година.
Играл е като защитник и дефанзивен халф за Марек, Миньор (Перник), Литекс, Черно море и Патрайкос (Гърция). В А група има 178 мача и 19 гола. Полуфиналист за купата на страната през 1994 г. с Марек.
Има 4 мача за КЕШ с Литекс и 8 мача с 1 гол за Интертото с Марек. Братовчед е на халфа на Марек Анджело Кючуков.

## Статистика по сезони
- Марек – 1993/94 – В група, 9 мача/1 гол
- Марек – 1994/95 – Б група, 17/2
- Миньор – 1995/96 – Б група, 20/0
- Миньор – 1996/97 – А група, 27/0
- Миньор – 1997/98 - А група, 18/0
- Миньор – 1998/99 – А група, 25/3
- Литекс – 1999/00 - А група, 12/0
- Литекс – 2000/ес. - А група, 12/1
- Марек – 2001/пр. - Б група, 3/0
- Марек – 2001/ес. - А група, 14/1
- Патрайкос – 2002/пр. - B'Етники Категория, 12/3
- Черно море – 2002/ес. - А група, 8/1
- Марек – 2003/04 – А група, 14/2
- Марек – 2004/05 – А група, 29/6
- Марек – 2006/пр. - А група, 12/1
- Марек – 2006/07 – А група